# Rowan megye (Kentucky)
Rowan megye az Amerikai Egyesült Államokban, azon belül Kentucky államban található. Megyeszékhelye és legnagyobb városa Morehead. Lakosainak száma 24 662 fő (2020. április 1.). Rowan megye Carter, Elliott, Morgan, Menifee, Bath, Fleming és Lewis megyékkel határos.

## Népesség
A megye népességének változása:
| Lakosok száma | 23 336 | 23 496 | 23 427 | 23 527 | 23 892 | 24 662 |
|               | 2010   | 2011   | 2012   | 2013   | 2015   | 2020   |